# 1838 au Canada
Pour un article plus général, voir Chronologie du Canada.
Cet article traite des événements qui se sont produits durant l'année 1838 au Canada.

## Événements

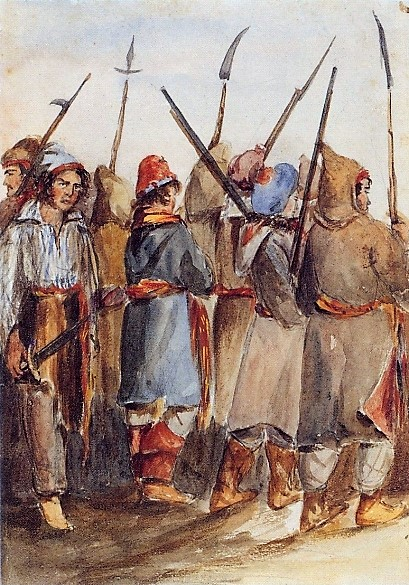
Patriotes à Beauharnois en novembre 1838

- 14 janvier : les rebelles du Haut-Canada quittent Navy Island et se réfugient aux États-Unis où Mackenzie est arrêté.
- 10 février : le Parlement britannique suspend la constitution du Bas-Canada.
- 26 février : raid des Patriotes à Potton, dans les Cantons-de-l’Est.
- 26 février : Robert Nelson proclame l’indépendance du Bas-Canada à Potton.
- 13 mars : victoire britannique sur les Patriotes à la bataille de La Chaudière.
- 18 avril : première session du Conseil spécial du Bas-Canada qui remplace le Parlement du Bas-Canada.
- 28 mai : Lord Durham est nommé gouverneur général de l’Amérique du Nord britannique et haut-commissaire pour enquêter sur la Rébellion (fin le 1er novembre).
- 28 juin : proclamation d’amnistie pour tous les détenus sauf huit chefs qui sont exilés aux Bermudes.
- 3 novembre : les « Frères chasseurs », mouvement clandestin qui poursuit la lutte des Patriotes, se mobilisent dans différents points de la Montérégie (Beauharnois, Sainte-Martine, Saint-Mathias).
- 4 novembre : nouvelle proclamation de la loi martiale.
- 5 novembre : les Patriotes de Beauharnois s’emparent du bateau à vapeur « Brougham ».
- 7 novembre : défaite des « Frères chasseurs » à la bataille de Lacolle.
- 9 novembre : succès des Patriotes au Camp Baker. Les frères chasseurs attaquent des Loyalistes retranchés à Odelltown, mais ils doivent se retirer au bout de deux heures de combat. Fin de l'insurrection. Fuite de Robert Nelson aux États-Unis.
- 12-16 novembre : défaite des insurgés du Haut-Canada venus des États-Unis à la bataille de Windmill.
- 27 novembre : institution d’une cour martiale afin de juger 108 accusés.

- L’arrivée de missionnaires catholiques et protestant dans les postes de la traite de la Compagnie de la Baie d'Hudson favorise leur peuplement (1838-1839). La mission de Saint-Albert, près d’Edmonton, comptera quelque 700 personnes en 1870, essentiellement d’origine franco-indienne.
- Fondation de la Quebec and Megantic Land Company qui devait favoriser la colonisation des cantons de l'est au Bas-Canada.

### Exploration de l'Arctique
- Peter Warren Dease et l'explorateur Thomas Simpson descendent la Rivière Coppermine. Ils tentent de rejoindre le Point Turnagain. Il aperçoivent l'Île Victoria et découvre le Golfe de la Reine-Maud. Le passage entre l'Île Victoria et le continent est nommé le Détroit de Dease.

## Naissances
- 9 janvier : John Arthur Fraser, artiste.
- 2 février : Frances Anne Hopkins, artiste peintre.
- 25 mars : Thomas Greenway, premier ministre du Manitoba.
- 22 juin : James William Bain, homme politique fédéral provenant du Québec.
- 18 juillet : Joseph-Alfred Mousseau, premier ministre du Québec.
- 15 août : Daniel Webster Marsh, homme d'affaires et maire de Calgary.
- 30 août : Peter White, homme politique.
- 11 décembre : John Labatt, homme d'affaires - brasseur.
- 24 décembre : François Langelier, lieutenant-gouverneur du Québec.

## Décès
- 8 juillet : Peter Robinson, homme politique.
- 21 décembre : exécution des patriotes Joseph-Narcisse Cardinal et Joseph Duquet, notaires et politiciens.